# Сањешки мангаби
Сањешки мангаби (лат. Cercocebus sanjei) је врста примата (Primates) из породице мајмуна Старог света (Cercopithecidae).  

## Распрострањење
Ареал врсте је ограничен на једну државу. Танзанија је једино познато природно станиште врсте.

## Станиште
Станиште врсте су шуме од 400 до 1.300 метара надморске висине.

## Угроженост
Ова врста се сматра угроженом.